# Maria Durhuus
 (février 2025).
Maria Durhuus, née le 25 septembre 1977 à Ringkøbing (Danemark), est une femme politique danoise, membre de la Social-démocratie (SD).

## Biographie
Engagée au sein de la Social-démocratie, elle est conseillère municipale de Hvidovre de 2013 à 2022.
Elle est candidate lors des élections législatives de 2019 mais ne remporte pas de siège, devenant seulement première remplaçante pour les sociaux-démocrates dans la circonscription du Grand Copenhague. De nouveau candidate lors des élections législatives de 2022, elle est cette fois-ci élue au Folketing.